# Caridina richtersi
Caridina richtersi is een garnalensoort uit de familie van de Atyidae. De wetenschappelijke naam van de soort is voor het eerst geldig gepubliceerd in 1892 door Thallwitz.